# Велма Дінклі
Велма Дінклі (англ. Velma Dinkley) — вигадана персонажка франшизи «Скубі-Ду». Зазвичай її бачать у вільному помаранчевому светрі з високим горлом, короткій червоній плісированій спідниці, високих гольфах, туфлях в стилі Mary Jane і чорних квадратних окулярах, які вона часто втрачає і без яких не може бачити. Її вважають «мозком» команди Фреда Джонса.

## Опис героїні
У різних втіленнях Велма зазвичай зображується як дуже розумна молода жінка, яка цікавиться науками. Її також часто зображують дуже начитаною в незрозумілих галузях, таких як скандинавське письмо (як у третій серії про Скубі-Ду, «Шоу Скубі-Ду»). Завдяки своєму інтелекту та здібностям вирішувати проблеми, Велма зазвичай першою розгадує таємницю, і, як Шерлок Холмс та багато інших вигаданих детективів, часто тримає свої висновки в таємниці до кінця історії. Образ Велми Дінклі ґрунтується на образі розумної дівчини у светрі Зельді Гілрой, яку зіграла Шейла Кюль, з американського ситкому кінця 1950-х — початку 1960-х «Багато кохання Добі Гілліс».
У фільмах «Скубі-Ду, де ти!» та «Нові фільми про Скубі-Ду» часто зустрічається повторюваний гег про сильну короткозорість Велми та її здатність постійно губити окуляри (часто внаслідок того, що вони падають з її обличчя, коли її переслідує лиходій), вигукуючи: «Мої окуляри! Я не бачу без окулярів!» щоразу, коли випадково їх губить. Ще один візуальний каламбур виникає, коли інші перелякані персонажі стрибають до неї в обійми.
Велма характеризується як найбільш скептично налаштований член команди і, найімовірніше, відкидає будь-які паранормальні пояснення їхніх таємниць. Це особливо помітно у сюжетах «Скубі-Ду! і прокляття 13-го привида» та «Скубі-Ду! Повернення на острів зомбі», в яких вона відкидає привидів і зомбі (які є реальними в контексті франшизи), які не можуть бути викриті, стверджуючи, що вони є галюцинаціями.

### Передісторія персонажки
Як і всі діти Скубі-Ду, які згодом знову стали членами Таємничої корпорації, Велма має різну особисту передісторію та походження в різних серіях.
В оригінальній серії «Скубі-Ду, де ти?» показано, що Велма відвідує ту саму середню школу, що й решта команди (як зазначено в першому епізоді «Що за ніч для лицаря»). Однак у «Нових фільмах про Скубі-Ду» сказано, що Велма закінчила іншу середню школу (як зазначено в епізоді «Жваве спортивне шоу»). У фільмі «Скубі-Ду! Прокляття озерного чудовиська» з'ясовується, що її друге ім'я — Дейзі.
За змістом «Скубі-Ду: За лаштунками», перед тим, як сказати «Джинкіс!», вона казала «О, Боже!», але це було не так помітно. Її батьки, як показано в фільмі, з раннього дитинства підштовхували її до успіхів у навчанні, що призвело до сотень нагород за видатні досягнення. Через це вона є більшою базікою, ніж хотілося б її товаришам. Звісно, вона також робить свою частку солодких балачок.
Під час першого сезону серії 2010—2013 років «Скубі-Ду: Корпорація «Загадка»», Велма перебуває в романтичних стосунках із Шеггі, що дуже не подобається Скубі-Ду. Їхні стосунки закінчуються в епізоді «Виття переляканого пса» (сезон 1, епізод 10). Показано, що втілення Велми в цій серії є таємничим і контрольованим. У другому сезоні «Таємниці корпорації» Велма таємно працює на головного лиходія серіалу, містера Е, разом із Марсі Фліш, колишньою суперницею Велми на наукових виставках. Вони стають подругами після того, як Велма повертається до команди, і на момент фіналу серіалу Велма та Марсі є членами однієї команди на науковій олімпіаді трьох штатів. Ця версія Велми часто використовує вирази «Ой» і «Ой, ґвалт», а також показана під час прослуховування музики клезмер, що натякає на її єврейську ідентичність.

### Любовні захоплення
Дафні Блейк обговорює сексуальність Велми у зв'язку з її стосунками та вагітністю з Шеггі Роджерсом – Скубі Апокаліпсис #36 "Брати Дінклі!" (Листопад 2018).
Велму Дінклі зазвичай зображають у стосунках із такими чоловіками, як Шеггі Роджерс (з яким вона має сина в «Скубі Апокаліпсисі»), Джонні Браво, Патрік Вайзлі, Сем Вінчестер, Бен Рейвенкрофт та багатьма іншими персонажами чоловічої статі, хоча з 2010-х років її зображують такою, що романтично цікавиться іншими жінками, такими як Коко Діабло.
У 2020 році Джеймс Френсіс Ґанн, сценарист фільму «Скубі-Ду» 2002 року, заявив, що у ранніх чернетках сценарію Велма була прописана із «симпатією до Дафни». Відповідно до початкового наміру фільму мав деконструкціювати канон Скубі-Ду з рейтингом R (Шеггі мав бути зображений як наркоман, а Фред як гангстер, останній також неоднозначно зображений у фінальному фільмі Фредді Принца-молодшого як «[прихований] гей або бісексуал через аскот»). При цьому в останньому фільмі Велма матиме роман з чоловіком-офіціантом, а продовження фільму 2004 року «Скубі-Ду 2: Монстри на волі» далі зображує Велму у повних романтичних стосунках із героєм Сета Гріна, Патріком Вайзлі.
Відповідаючи на коментарі на своїй сторінці в Instagramу 2020 році про те, що режисер серіалу «Таємнича корпорація» назвав свою версію Велми бісексуальною, продюсер Тоні Сервоне підтвердив у відповідь, що його наміром було зобразити цю ітерацію стосунків Велми з Марсі Фліш — настільки чітко, наскільки це було дозволено в той час — як романтичні, після її попередніх невдалих стосунків з Шеггі, причому персонажі тонко натякають на їхні стосунки у фіналі серіалу, коли Марсі називає Велму «моєю дівчиною». У мультфільмі 2022 року «Скубі-Ду, цукерки або життя!», Велма відчуває «закоханість» щодо другорядної антагоністки Коко Діабло, про що широко повідомляли онлайн-медіа як підтвердження лесбійства персонажки. Однак відразу після виходу«Скубі-Ду, цукерки або життя!» стало відомо, що Велма буде «таємно закохана» у Фреда в орієнтованому на дорослих і метафіктивному потоковому телесеріалі HBO Max «Велма», представленому як «любовний чотирикутник», в якому і Шеггі, і Дафна будуть зображені закоханими в південноазійську версію Велми. Серіал був сприйнятий у переважній більшості негативно. Його критикували за характер персонажів та відхід від Скубі-Ду, зокрема, за вилучення Скубі-Ду. 8 жовтня 2024 року показ було скасовано.

### Родичі
Деякі з родичів Велми, які з'являлися в різних серіалах і фільмах про Скубі-Ду протягом багатьох років, включають в себе:
- Дейл та Енджі Дінклі: батьки Велми, які вперше з'являються в новому серіалі «Скубі-Ду! Таємниці Інкорпорейтед», володіють Музеєм привидів у Кришталевій печері, і між їхнім способом мислення та способом мислення їхньої доньки існує величезна прірва між поколіннями. Мати Велми викликає симпатію, хоча вона втручається в життя доньки і вірить у надприродні сили.
- Медлін Дінклі: молодша сестра Велми, озвучена Данікою Мак-Келлар. Вона трохи схожа на свою старшу сестру за зовнішністю та характером, тільки трохи привабливіша. За іронією долі, Велма називає Меделін «трохи дивакуватою» і, здається, не усвідомлює, що вони схожі. На відміну від своєї сестри Велми, Маделін не зовсім знала, чим хоче заробляти на життя, і відвідувала школу клоунів (як сказала Маделін: «Так, я провела деякі дослідження, не всі народжуються з книгою загадок у руці, Велмо»), поки не виявила схильність до сценічної магії (як сказала Маделін: «Я завжди була зачарована тим, як вони це роблять. Так само, як Велма розгадує таємниці, я люблю відкривати секрети магії») і вступає до школи фокусників. Меделін дуже любить Шеггі (хоча він бачить у ній лише друга), і вона грає важливу роль у фільмі «Скубі-Ду! Абракадабра-Ду», коли чарівну школу, яку вона відвідує, тероризує гігантський грифон. Попереджені Енджі Дінклі (матір Велми та Меделін) по мобільному телефону про неприємності в школі, Велма з командою вирушає до школи, щоб перевірити, як там Меделін, і розслідувати нещодавні випадки появи грифона. Після того, як істота налякала більшість вчителів та учнів, Велма, Меделін та інші вирішують залишитися і вивчати магію, сподіваючись, що це допоможе їм розгадати таємницю грифона. Після того, як Меделін викрадає грифон і забирає до своєї вежі, Велма, Фред, Дафна, Скубі і Шеггі (одягнений в обладунки) вирушають до вежі, щоб врятувати Меделін. По дорозі на них нападає Грифон, і Шеггі та Скубі відокремлюються від решти, коли міст у вежі руйнується. Шеггі і Скубі знаходять місцезнаходження Меделін і встигають врятувати її, перш ніж на них нападає Грифон, який хапає «довгий шарф», що вони збиралися використати для втечі через сусіднє вікно. Грифон забирає їх до вежі, і їм вдається втекти, поки вона пролітає близько до землі. Зрештою, грифон розбивається, і таємниця розкривається, а Меделін стає ученицею фокусника. Пізніше ми бачимо її перший виступ з Дафною як асистентки.
- Хлоя Дінклі: інша сестра Велми, 13 років.
- Тітка Мег і дядько Еван: двоє родичів Велми, які живуть у маленькому містечку, з'явилися в епізоді на Гелловін серіалу «Що там, Скубі-Ду?».
- Марсі: двоюрідна сестра Велми, донька Мег та Евана. Вона вивчає машинобудування в університеті, але, на відміну від Велми, вона приваблива і модна, як і Дафна (це, разом з інтересом Марсі до Фреда, одразу зробило її суперницею Дафні). Вона народилася на Гелловін, що зрештою призвело до того, що вона зненавиділа це свято, яке затьмарювало її день народження (навіть батьки забули), тож, коли вона виросла, вона використала місцеву легенду та свій інженерний досвід, щоб створити «механічних монстрів-опудал» і тероризувати містечко. Щоб позбутися своєї кузини (і заздрісної Дафни), вона створила собі алібі (записи з камер спостереження). Однак Велмі вдалося розкрити план кузини (можливо, згадавши, що це її день народження), довівши правоту Дафні.
- Тітка Тельма: працює з дельфінами в морському інституті; з'явилася в сюжеті «Цуценя на ім'я Скубі-Ду».
- Дейв Волтон: дядько Велми.
- Дядько Джон: археолог, який з’явився в епізоді «Озеро вікінгів» серіалу «Шоу Скубі-Ду» 1977 року, коли Велма взяла своїх друзів на риболовлю до хатини, в якій він жив.
- Дядько Космо і дядько Тед: інші дядьки-археологи Велми.
- Дядько Елмо: дядько Велми, який є лікарем.

## Акторки

### Акторки озвучення
З 1969 до 1973 року Велму озвучувала Ніколь Джаффе. З 1976 по 1979 рік персонажку озвучувала Пет Стівенс. У 1979—1980 роках її озвучувала Марла Фрумкін. Після відсутності персонажки в серіалі 1980—1983 років Фрумкін повернулася до ролі Велми як запрошена зірка у «Нових таємницях Скубі-Ду». Велма знову була відсутня до «Цуценя на ім'я Скубі-Ду», коли її роль озвучила Крістіна Ланге. Бі Джей Ворд озвучила Велму в епізоді кросовера з Джонні Браво, а потім повторила її роль у всіх фільмах від «Скубі-Ду на острові зомбі» до «Скубі-Ду і кібер-переслідування», а також в епізоді анімаційного серіалу Adult Swim «Гарві Бердмен, адвокат». Ніколь Джаффе тимчасово повернулася до озвучення Велми у фільмах «Скубі-Ду і легенда про вампіра» та «Скубі-Ду і мексиканське чудовисько», знятих у форматі «пряма трансляція на відео».
З 2002 по 2015 рік Велму озвучувала Мінді Кон, відома за серіалом «Факти життя». У фільмі «Скубі-Ду! Пригоди: Таємнича карта» Велму озвучує Стефані Д'Абруццо. 8 липня 2015 року було оголошено, що Кейт Мікуччі озвучить Велму в майбутньому серіалі «Будь крутим, Скубі-Ду!». Тріша Гам озвучила Велму у фільмі «Лего фільм 2: Друга частина». В анімаційному фільмі «Скубі-Ду!» Велму озвучували Аріана Грінблатт у дитинстві та Джина Родрігез у підлітковому віці. Грінблатт повинна була повторити роль своєї молодої героїні у фільмі «Скуб! Привид на канікулах» перед тим, як фільм було скасовано у серпні 2022 року. Вона з'являється у вищезгаданій формі (як і решта учасників команди) як глядач у сюжеті «Космічний джем: Нове покоління».
10 лютого 2021 року було оголошено, що Велма матиме власний потоковий телевізійний серіал на HBO Max у січні 2023 року, де Мінді Калінг озвучуватиме її під час продюсування з Чарлі Гранді, Говардом Кляйном і Семом Регістром. Серіал під назвою «Велма» розповідає про орієнтований на дорослих і метафіктивний «любовний чотирикутник» Таємничої корпорації, де Велма зображена як особа індійського походження. 11 липня 2022 року товарний знак для серіалу було внесено до списку скасованих лише для того, щоб головний директор із контенту HBO Кейсі Блойс підтвердив, що серіал все ще буде у виробництві в серпні, а його попередній перегляд відбудеться на New York Comic Con 6 жовтня 2022 року. Перші два епізоди серіалу дебютували на HBO Max 12 січня 2023 року; інші вісім були випущені протягом наступних місяців. Через негативні рецензії після двох сезонів і спеціального випуску «Велму» було скасовано.

#### Додаткові акторки озвучення
- Патрісія Парріс (Hanna-Barbera Educational Filmstrips)
- Робін Мур (реклама Pauls)
- Грей ДеЛайл (один рядок у «Скубі-Ду та кіберпогоня», «Божевільний»)[39]
- Лінда Карделліні («Скубі-Ду 2: Монстри на волі», «Робоцип»)[40]
- Крістал Гарріс (співочий голос у фільмі «Скубі-Ду і Легенда про вампіра» у 2002 році)
- Бетс Мелоун (співочий голос у «Скубі-Ду! Музика вампіра» у 2012)
- Мінді Калінг («Велма»)

#### Акторки, які брали участь у пародіях
- Лорі Алан («Сім'янин»)[41]
- Мередіт Саленджер («Божевільний»)[39]
- Джулі Натансон («Божевільна»)[39]
- Кетрін Гріффітс (трилогія «Дорога демонів», як Лінда)
- Джоанна Адлер (The Venture Bros, як Вел)
- Клер Ґрант («Робоцип»)[42][43]

### Акторки фільмів та відеосереалів
У фільмах 2002 і 2004 років Велму грає Лінда Карделліні, яка потім озвучила її для відеогри «Скубі-Ду 2: Монстри на волі» і «Робоцип». Лорен Кеннеді зіграла молоду Велму у ретроспективній послідовності у фільмі «Скубі-Ду 2: Монстри на волі». У бойовику 2009 року «Скубі-Ду! Таємниця починається» та її продовження 2010 року «Скубі-Ду! Прокляття озерного монстра» Велму зображує Гейлі Кійоко. Сара Гілман зіграла молоду Велму у фільмі 2018 року «Дафна і Велма».

#### Додаткові акторки відео
- Ренді Розенгольц («Скубі-Ду!» у програмі Stagefright – наживо на сцені (2001))[44][45]
- Лаура Сікурелло («Скубі-Ду і привид пірата» - наживо на сцені (2009))[46]
- Мішель Дюмулен («Скубі-Ду наживо! Музичні таємниці» (2013))[47]
- Луїза Райт («Скубі-Ду наживо! Таємниця піраміди» (2014))[48]
- Ребекка Візерс («Скубі-Ду наживо! Музичні таємниці» (2016))[49]
- Алісія Д'Аріано («Скубі-Ду і загублене місто золота» (2020))[50]

#### Пародії
- Джейн Сільвія (схожа у фільмі «Джей і мовчазний Боб завдають удару у відповідь» (2001))
- Сара Шерман («Суботнього вечора в прямому ефірі» (2024))[51]